# Circunscripción electoral de Lanzarote

Circunscripción de Lanzarote
Cortes Generales* Senado: 1 senador (de 266)Parlamento de Canarias* 8 escaños (de 70)Cabildo Insular de Lanzarote* 23 escaños (de 23)

Lanzarote es una circunscripción electoral española, utilizada como distrito electoral para el Senado, que es la Cámara Alta del Parlamento español. Se corresponde con la isla de Lanzarote, que pertenece a Canarias, y elige 1 senador.
Asimismo, Lanzarote es una de las 8 circunscirpciones del Parlamento de Canarias para el que elige 8 diputados, y constituye la circunscripción única para la elección de los 23 miembros del Cabildo Insular de Lanzarote.

## Ámbito de la circunscripción y sistema electoral
En virtud del artículo 69.3 de la Constitución Española de 1978 los límites de la circunscripción debe ser los mismos que los de la isla de Lanzarote. El voto es sobre la base de sufragio universal secreto. En virtud del artículo 12 de la constitución, la edad mínima para votar es de 18 años.
En el caso del Senado, el sistema electoral sigue el escrutinio mayoritario plurinominal. Se elige un senador, que se corresponde con el que más votos haya recibido.

## Cabildo Insular de Lanzarote

### Consejeros obtenidos por partido (1979-2023)
|                        | Coalición Canaria                      | CCa            |    |    |    |    | 3  | 6  | 5  | 6  | 9  | 7  | 8  | 8  |
|                        | Partido de Independientes de Lanzarote | PIL            |    |    | 2  | 12 | 8  | 7  | 8  | 6  | 3  | 1  | 8  | 8  |
|                        | Partido Socialista Canario             | PSOE Canarias  | 5  | 12 | 9  | 6  | 7  | 6  | 6  | 6  | 4  | 5  | 9  | 8  |
|                        | Partido Popular de Canarias            | PP de Canarias | 0  | 4  | 0  | 0  | 3  | 2  | 3  | 3  | 6  | 3  | 4  | 4  |
|                        | Nueva Canarias                         | NCa            |    |    |    |    |    |    |    | 2  | 0  | 1  | 0  | 2  |
|                        | Somos Lanzarote                        | SOMOSLAN       |    |    |    |    |    |    |    |    |    | 2  | 0  |    |
|                        | Podemos Canarias                       | PODEMOS        |    |    |    |    |    |    |    |    |    | 3  | 2  | 0  |
|                        | Alternativa Ciudadana 25 de Mayo       | AC 25-M        |    |    |    |    |    |    | 1  | 0  | 1  |    |    |    |
|                        | Vox                                    | VOX            |    |    |    |    |    |    |    |    |    | 0  | 0  | 1  |
|                        | Ciudadanos-Partido de la Ciudadanía    | CS             |    |    |    |    |    |    |    |    |    | 1  | 0  | 0  |
|                        | Tagoror Pensionista de Canarias        | TPC            |    | 1  | 0  | 0  | 0  | 0  | 0  | 0  |    |    |    |    |
|                        | Independientes                         | -              | 1  |    |    |    |    |    |    |    |    |    |    |    |
| Partidos desaparecidos |                                        |                |    |    |    |    |    |    |    |    |    |    |    |    |
|                        | Centro Democrático y Social            | CDS            |    | 4  | 10 | 3  | 0  | 0  |    |    |    |    |    |    |
|                        | Unión de Centro Democrático            | UCD            | 11 |    |    |    |    |    |    |    |    |    |    |    |
| Total                  | Total                                  | Total          | 17 | 21 | 21 | 21 | 21 | 21 | 23 | 23 | 23 | 23 | 23 | 23 |

## Parlamento de Canarias

### Diputados obtenidos por partido (1983-2023)
|                        | Partido Socialista de Canarias          | PSOE Canarias  | 5 | 4 | 3 | 2 | 3 | 2 | 4 | 1 | 2 | 3 | 3 |
|                        | Coalición Canaria                       | CCa            |   |   |   | 1 | 4 | 2 | 2 | 4 | 3 | 3 | 3 |
|                        | Partido Popular de Canarias             | PP de Canarias | 2 |   |   | 2 | 1 | 1 | 2 | 2 | 1 | 1 | 1 |
|                        | Nueva Canarias                          | NC             |   |   |   |   |   |   |   | 1 | 1 | 0 | 1 |
|                        | Unidas Sí Podemos                       | USP            |   |   |   |   |   |   |   |   | 1 | 1 | 0 |
| Partidos desaparecidos |                                         |                |   |   |   |   |   |   |   |   |   |   |   |
|                        | Plataforma Canaria Nacionalista         | PCN            |   |   |   | 3 |   | 3 |   |   |   |   |   |
|                        | Centro Democrático y Social             | CDS            | 1 | 3 | 1 |   |   |   |   |   |   |   |   |
|                        | Agrupaciones Independientes de Canarias | AIC            |   | 1 | 4 |   |   |   |   |   |   |   |   |
| Total                  | Total                                   | Total          | 8 | 8 | 8 | 8 | 8 | 8 | 8 | 8 | 8 | 8 | 8 |

## Senado
Relación de senadores electos por la circunscripción:
| Legislatura   | Senador/a                                                                   | Partido político |
| ------------- | --------------------------------------------------------------------------- | ---------------- |
| Constituyente | Rafael Stinga González                                                      | UCD              |
| I             | Rafael Stinga González                                                      | UCD              |
| II            | José Ramírez Cerda                                                          | PSOE             |
| III           | Juan Ramírez Montero                                                        | PSOE             |
| IV            | Dimas Martín Martín                                                         | PIL              |
| V             | Cándido Armas Rodríguez                                                     | PIL              |
| VI            | Cándido Armas Rodríguez                                                     | PIL              |
| VII           | Dimas Martín Martín (2000-2001), Juan Pedro Hernández Rodríguez (2001-2004) | PIL              |
| VIII          | Marcos Francisco Hernández Guillén                                          | PSOE             |
| IX            | Marcos Francisco Hernández Guillén                                          | PSOE             |
| X             | Óscar Manuel Luzardo Fuentes                                                | PP               |
| XI            | José Ramón Galindo                                                          | Podemos          |
| XII           | Remigio Joel Delgado Cáceres                                                | PP               |
| XIII          | Francisco Manuel Fajardo Palarea                                            | PSOE             |
| XIV           | Francisco Manuel Fajardo Palarea                                            | PSOE             |
| XV            | Francisco Manuel Fajardo Palarea                                            | PSOE             |